# Wanda Kubrakiewicz
Wanda Kubrakiewicz (ur. 6 stycznia 1912 we Lwowie, zm. 27 lutego 1994 w Sanoku) – polska nauczycielka.

## Życiorys

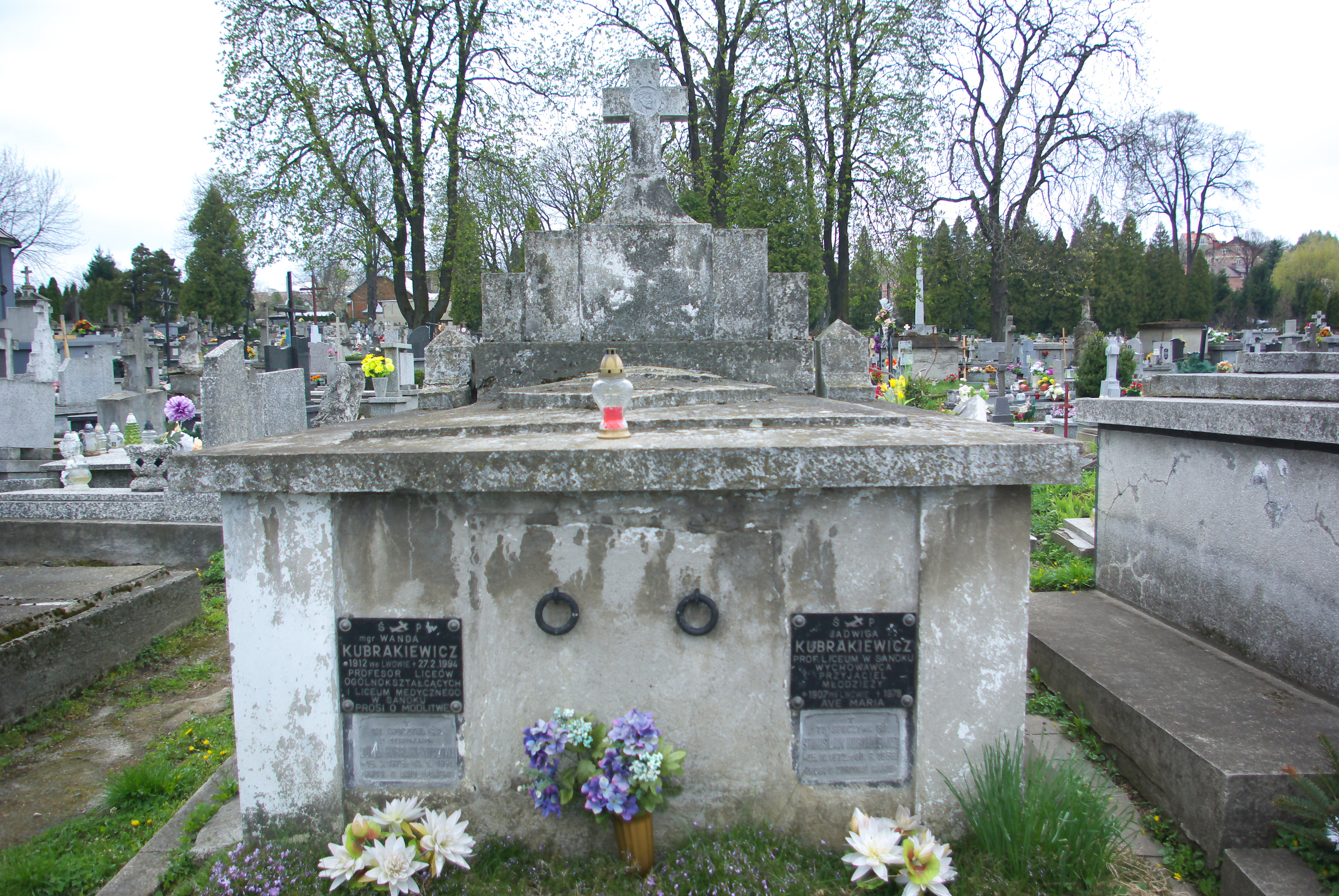
Grobowiec rodziny Kubrakiewiczów w Sanoku

Urodziła się 6 stycznia 1912 we Lwowie. Była córką Julii z domu Żelazowskiej (1875-1951) i Stanisława Kubrakiewicza (1872-1958), nauczyciela w Seminarium Nauczycielskim we Lwowie. Otrzymała chrzest św. z rąk ks. Zygmunta Gorazdowskiego, późniejszego świętego. Miała dwie siostry i dwóch braci. Ukończyła studia z zakresu filologii klasycznej na Wydziale Humanistycznym Uniwersytetu Jana Kazimierza we Lwowie.
Podczas II wojny światowej i nastaniu okupacji niemieckiej przebywała we Lwowie pod adresem ul. (Nusbaum-)Hilarowicza 5 (obecnie Niszczyńśkoho). Po zakończeniu wojny w toku przymusowych wysiedleń Polaków ze Lwowa przeniosła się na krótko do Jedlicza, po czym osiadła w Sanoku. Od 1945 była zatrudniona w II Liceum Ogólnokształcącym Żeńskim, gdzie była nauczycielką języka łacińskiego, a ponadto pracowała w bibliotece szkolnej i dyżurowała w internacie. Od 1954 pracowała w pobliskim Liceum Ogólnokształcącym Męskim w Sanoku, także ucząc j. łacińskiego, gdzie prócz łaciny uczyła także matematyki w ulokowanej tam szkole podstawowej. Po ukończeniu studiów w zakresie matematyki na Wyższej Szkole Pedagogicznej w Gdańsku (rozpoczętych w 1956), uczyła także tego przedmiotu w Liceum Męskim. Odeszła na emeryturę w 1971. Później wykładała jeszcze łacinę w sanockim I Liceum Ogólnokształcącym im. Komisji Edukacji Narodowej w Sanoku. Jako nauczycielka niepełnozatrudniona wykładała w Liceum Medycznym. Działała jako kolporterka książek sanockiej placówki „Domu Książki”.
Jej siostra Jadwiga Kubrakiewicz (1907-1978), także została nauczycielką w II LO w Sanoku, gdzie uczyła języka polskiego. Obie były stanu wolnego, zamieszkiwały przy ulicy Feliksa Gieli 26 w Sanoku, a uchwałą Rady Miejskiej w Sanoku z 1952 zostały uznane przynależnymi do gminy Sanok. Wanda Kubrakiewicz zmarła 27 lutego 1994 w Sanoku. Została pochowana w grobowcu rodzinnym na cmentarzu przy ul. Rymanowskiej w Sanoku.

## Odznaczenia
- Krzyż Kawalerski Orderu Odrodzenia Polski (1985)[15].
- Medal Komisji Edukacji Narodowej (1980)[16].